# Smaragdus (egzarcha)
Smaragdus – egzarcha Rawenny w latach 585–589 i 603–611. 
Podczas swoich pierwszych rządów zawarł sojusz z Awarami i Frankami przeciw Longobardom. Nie był jednak popularny ze względu na prześladowania przeciwników religijnych. Utracił stanowisko. Powrócił na nie mianowany przez cesarza Fokasa. Z jego inicjatywy wzniesiono w Rzymie kolumnę Fokasa. Podczas swoich rządów prowadził nieustane walki z Longobardami. Po wstąpieniu na tron cesarza Herakliusza ponownie utracił swoje stanowisko. 